# Gidas Umbri
Gidas Umbri (31 oktober 2001) is een Italiaans baan- en wegwielrenner die anno 2020 rijdt voor Team Colpack. In januari 2020 behaalde hij een tweede plaats op de ploegenachtervolging, tijdens de wereldbeker wedstrijd in Milton.

## Palmares

### Baanwielrennen
| Jaar  | IK    | EK                   | WK    | Overig |
| Elite | Elite | Elite                | Elite | Elite  |
| ----- | ----- | -------------------- | ----- | ------ |
| 2020  |       | ploegenachtervolging |       |        |